# San-Francisco-Marathon
Der San-Francisco-Marathon ist ein Marathon, der seit 1977 im Juli oder August in San Francisco stattfindet. Seine Popularität beruht vor allem auf den vielen Sehenswürdigkeiten, die auf der Strecke passiert werden.
Die Startlinie befindet sich auf dem Embarcadero beim Ferry Building. Zunächst läuft man immer an der Bucht von San Francisco entlang in Richtung des Golden Gate. Nachdem man Fisherman’s Wharf und das Fort Mason durchquert hat, geht es im Presidio auf die Golden Gate Bridge. Nach deren Überquerung wendet man am Vista Point und kehrt auf der anderen Fahrspur der Brücke zurück. Weiter geht es in Richtung Süden, wo eine große Schleife durch den Golden Gate Park gedreht wird, dann durch Haight-Ashbury in Richtung der Bucht und schließlich am AT&T Park vorbei zum Ziel, das auf dem Embarcadero zwei Blocks südlich des Starts liegt.
Sowohl die erste wie auch die zweite Hälfte der Marathonstrecke werden als separate Halbmarathons angeboten, die gleichzeitig mit dem Marathon stattfinden. Des Weiteren zählt ein 5-km-Lauf zum Programm.

## Statistik

### Streckenrekorde
- Männer: 2:10:18, Simeon Kigen (KEN), 1984
- Frauen: 2:35:33, Lesley Lehane (USA), 1991

### Siegerliste
Quellen: ARRS AIMS
| Datum         | Männer                 | Nation             | Zeit             | Frauen                     | Nation                      | Zeit             |
| ------------- | ---------------------- | ------------------ | ---------------- | -------------------------- | --------------------------- | ---------------- |
| 26. Juli 2026 |                        |                    |                  |                            |                             |                  |
| 25. Juli 2025 | Robert Pedersen        | Vereinigte Staaten | 2:25:49          | Rozlyn Boutin              | Kanada                      | 2:46:57          |
| 20. Juli 2024 | Charlie Lawrence       | Vereinigte Staaten | 2:22:30          | Jenna Wolfrum              | Vereinigte Staaten          | 2:52:10          |
| 23. Juli 2023 | Brice Daubord          | Frankreich         | 2:26:17          | Leandra Zimmermann         | Vereinigte Staaten          | 2:45:59          |
| 24. Juli 2022 | Simon Ricci            | Vereinigte Staaten | 2:31:42          | Brooke Starn               | Vereinigte Staaten          | 2:44:38          |
| 19. Sep. 2021 | Gregory Billington -2- | Vereinigte Staaten | 2:20:42          | Judith Corachán Vaquera    | Spanien                     | 2:55:33          |
| 28. Juli 2019 | Gregory Billington     | Vereinigte Staaten | 2:25:25          | Nina Zarina                | Authorised Neutral Athletes | 2:47:01          |
| 29. Juli 2018 | Jorge Maravilla -2-    | Vereinigte Staaten | 2:26:22          | Bonnie Tran                | Vereinigte Staaten          | 2:54:09          |
| 23. Juli 2017 | Jorge Maravilla        | Vereinigte Staaten | 2:28:23          | Devin McMahon              | Vereinigte Staaten          | 2:52:49          |
| 31. Juli 2016 | Max Haines-Stiles      | Vereinigte Staaten | 2:30:42          | Tori Tyler                 | Vereinigte Staaten          | 2:49:51          |
| 26. Juli 2015 | Christopher Mocko      | Vereinigte Staaten | 2:26:22          | Anna Bretan -3-            | Vereinigte Staaten          | 2:49:42          |
| 27. Juli 2014 | August Brautigam       | Vereinigte Staaten | 2:32:17          | Anna Bretan -2-            | Vereinigte Staaten          | 2:47:51          |
| 16. Juli 2013 | Francois Lhuissier     | Vereinigte Staaten | 2:25:15          | Anna Bretan                | Vereinigte Staaten          | 2:42:26          |
| 29. Juli 2012 | Nathan Krah            | Vereinigte Staaten | 2:26:44          | Devon Crosby-Helms         | Vereinigte Staaten          | 2:44:02          |
| 31. Juli 2011 | Michael Wardian        | Vereinigte Staaten | 2:27:06          | Emily Field                | Vereinigte Staaten          | 2:50:24          |
| 25. Juli 2010 | Keith Bechtol          | Vereinigte Staaten | 2:23:29          | Emily Hardin               | Vereinigte Staaten          | 2:51:55          |
| 26. Juli 2009 | Andrew Cook -3-        | Vereinigte Staaten | 2:26:32          | Yōko Shibui                | Japan                       | 2:46:34          |
| 3. Aug. 2008  | Chad Worthen           | Vereinigte Staaten | 2:31:52          | Lauren Gustafson           | Vereinigte Staaten          | 2:52:33          |
| 29. Juli 2007 | Andrew Cook -2-        | Vereinigte Staaten | 2:25:57          | Yolanda Flamino            | Vereinigte Staaten          | 2:43:41          |
| 30. Juli 2006 | Andrew Cook            | Vereinigte Staaten | 2:26:45          | Julia Stamps               | Vereinigte Staaten          | 2:54:54          |
| 31. Juli 2005 | Tony Torres            | Vereinigte Staaten | 2:31:55          | Sarah Hallas               | Vereinigte Staaten          | 2:56:52          |
| 1. Aug. 2004  | John Weru              | Kenia              | 2:33:41          | Susan Loken                | Vereinigte Staaten          | 2:50:21          |
| 27. Juli 2003 | Patrick Kamau          | Kenia              | 2:35:07          | Lucy Carr                  | Vereinigte Staaten          | 3:01:57          |
| 28. Juli 2002 | Nate Bowen             | Vereinigte Staaten | 2:31:46          | Magdalena Lewy-Boulet      | Vereinigte Staaten          | 2:50:11          |
| 8. Juli 2001  | Vitas Ezerskis         | Litauen            | 2:30:53          | Micha Lowe                 | Vereinigte Staaten          | 3:12:10          |
| 9. Juli 2000  | Michael Buchanan       | Vereinigte Staaten | 2:32:49          | Lisa Murphy                | Vereinigte Staaten          | 3:08:15          |
| 11. Juli 1999 | Brad Hawthorne         | Vereinigte Staaten | 2:24:36          | Patti Smith                | Vereinigte Staaten          | 3:09:44          |
| 12. Juli 1998 | Hamid Oubadriss        | Frankreich         | 2:23:54          | Selina Chirchir            | Kenia                       | 2:45:36          |
| 13. Juli 1997 | Hamid Miloudi          | Frankreich         | 2:26:49          | Kristen Orr                | Vereinigte Staaten          | 3:02:33          |
| 14. Juli 1996 | Brad Lael              | Vereinigte Staaten | 2:37:27          | Margee Brown               | Vereinigte Staaten          | 2:57:45          |
| 9. Juli 1995  | Héctor López           | Mexiko             | 2:23:38          | Lisa Kelp                  | Vereinigte Staaten          | 2:51:12          |
| 31. Juli 1994 | Patrick Muturi         | Kenia              | 2:17:34          | Karolina Szabó             | Ungarn                      | 2:44:34          |
| 18. Juli 1993 | Driss Dacha            | Marokko            | 2:20:02          | Tatjana Nikolajewna Titowa | Russland                    | 2:40:32          |
| 30. Aug. 1992 | Sergio Jiménez         | Mexiko             | 2:16:44          | Irina Bogatschowa          | Kirgisistan                 | 2:36:54          |
| 23. Juni 1991 | Daniel Martinez        | Vereinigte Staaten | 2:15:31          | Lesley Lehane              | Vereinigte Staaten          | 2:35:33          |
| 1. Juli 1990  | Antoni Niemczak        | Polen              | 2:13:48          | Janis Klecker -2-          | Vereinigte Staaten          | 2:39:52          |
| 9. Juli 1989  | Ernest Tjela           | Lesotho            | 2:15:01          | Stephanie Robertson        | Vereinigte Staaten          | 3:09:08          |
| 1988          | keine Austragung       | keine Austragung   | keine Austragung | keine Austragung           | keine Austragung            | keine Austragung |
| 19. Juli 1987 | Mehmet Terzi           | Türkei             | 2:14:07          | Eileen Claugus             | Vereinigte Staaten          | 2:39:02          |
| 20. Juli 1986 | Pete Pfitzinger -2-    | Vereinigte Staaten | 2:13:29          | María Trujillo             | Mexiko                      | 2:37:58          |
| 21. Juli 1985 | Ric Sayre              | Vereinigte Staaten | 2:15:08          | Kersti Jakobsen            | Dänemark                    | 2:38:04          |
| 19. Aug. 1984 | Simeon Kigen           | Kenia              | 2:10:18          | Katy Schilly-Laetsch       | Vereinigte Staaten          | 2:35:56          |
| 24. Juli 1983 | Pete Pfitzinger        | Vereinigte Staaten | 2:14:45          | Janis Klecker              | Vereinigte Staaten          | 2:35:44          |
| 11. Juli 1982 | Miguel Tibaduiza       | Kolumbien          | 2:14:32          | Nancy Ditz                 | Vereinigte Staaten          | 2:44:05          |
| 12. Juli 1981 | Harold Schulz          | Vereinigte Staaten | 2:15:17          | Laurie Binder              | Vereinigte Staaten          | 2:38:04          |
| 13. Juli 1980 | Antonio Ramirez        | Vereinigte Staaten | 2:18:15          | JoAnn Dahlkoetter          | Vereinigte Staaten          | 2:43:20          |
| 8. Juli 1979  | John Moreno            | Vereinigte Staaten | 2:18:54          | Carol Young                | Vereinigte Staaten          | 2:49:46          |
| 9. Juli 1978  | Steven Palladino       | Vereinigte Staaten | 2:21:15          | Sue Petersen               | Vereinigte Staaten          | 2:50:15          |
| 10. Juli 1977 | Athol Barton           | Neuseeland         | 2:24:59          | Tena Harms                 | Vereinigte Staaten          | 2:53:20          |